# Gaston Seigner
Pour les articles homonymes, voir Seigner.
 (août 2009).
Si vous disposez d'ouvrages ou d'articles de référence ou si vous connaissez des sites web de qualité traitant du thème abordé ici, merci de compléter l'article en donnant les références utiles à sa vérifiabilité et en les liant à la section « Notes et références ».
Gaston Marie Louis Seigner (prononcé en français [sɛniɛr]) né le 22 avril 1878 à Moulins (Allier), mort le 26 avril 1918 à Locre (Belgique) est un cavalier et un officier français. Il est dresseur de chevaux et militaire de carrière.
Il est le cousin de l'acteur Louis Seigner (1903-1991).

## Biographie

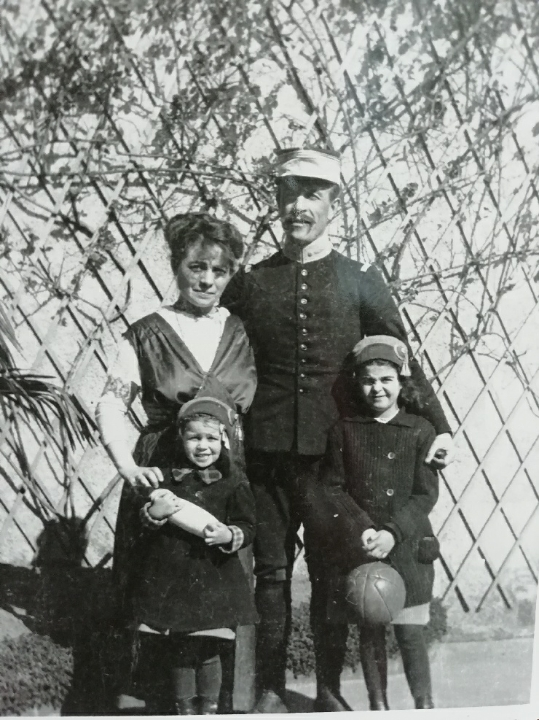
Gaston Seigner, sa femme Gabrielle et leurs filles Suzanne et Madeleine

Gaston Seigner naît le 22 avril 1878 à Moulins, dans l'Allier,. Il est le fils d'Anna Mir et d'Armand Seigner, capitaine au 16e bataillon de chasseurs. Il est le petit-fils de Louis Seigner né  à Darmartine (Seine et Oise), l'arrière petit-fils de Guillaume Louis Seigner, officier, amputé à Leipzig et l'arrière-arrière petit-fils de Guillaume Seigner, colonel hollandais de Groningue, tué en 1813 à Leipzig.
Gaston Seigner s'est marié le 12 juin 1905 avec Gabrielle Chauveau, née le 16 novembre 1882 à Artannes sur Indre (Indre et Loire) et décédée le 17 février 1974. De leur union naquirent cinq enfants :
– Marguerite née le 14 juillet 1906 à Tour et décédée le 19 février 1907 à Rambouillet ;
– Suzanne née le 11 avril 1908 à Rambouillet et décédée en 1995 ;
– Madeleine née le 17 août 1910 à Rambouillet et décédée le 27 octobre 1996 à Bessé sur Braye ;
– Raoul né le 25 août 1915 à Tour et décédé en 1983 ;
– Charles né le 16 février 1917 à Sainte Catherine de Fierbois (Indre-et-Loire) et décédé en 1996.

## Formation
Gaston Seigner entre au Prytanée militaire de La Flèche en 1888 sous le numéro A5508 qu'il quitte en 1896.

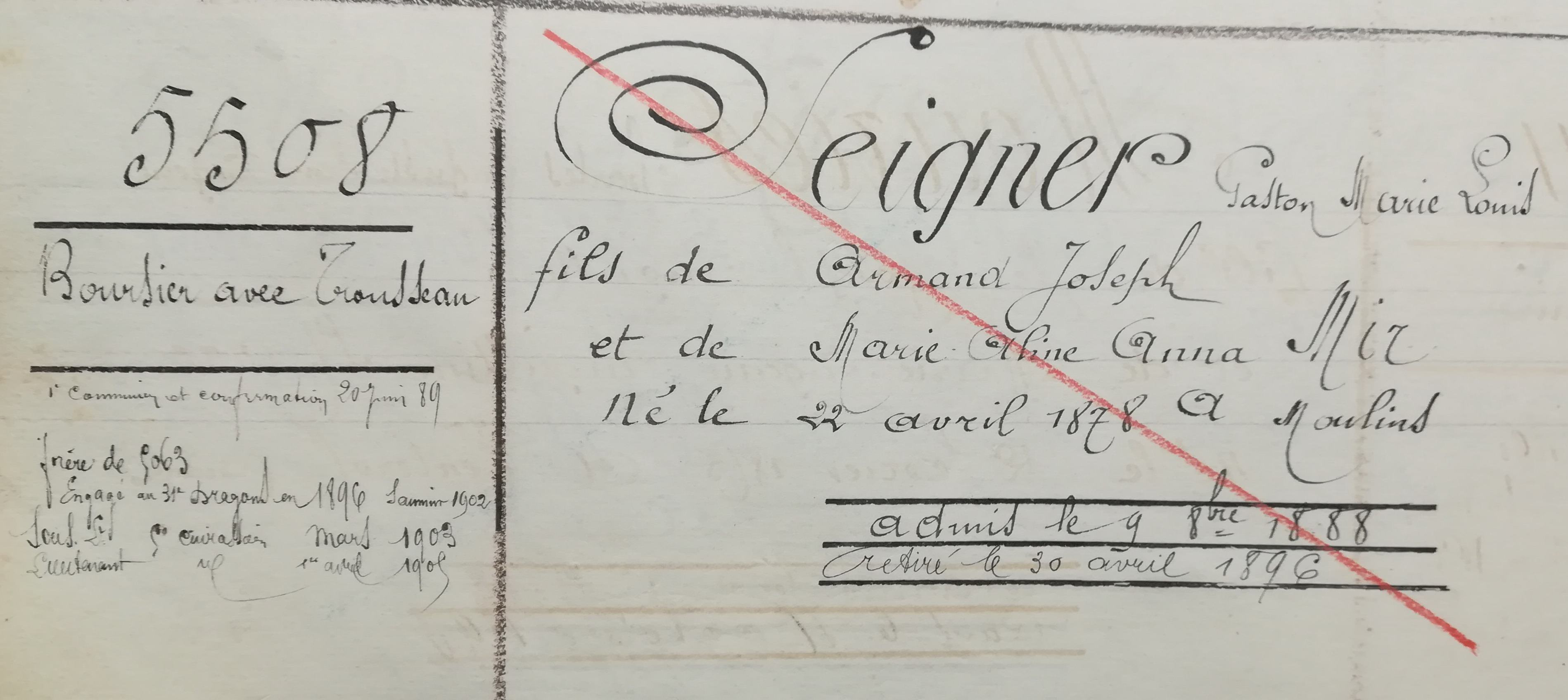
Registre d'incorporation de Gaston Seigner au Prytanée militaire de La Flèche

## Carrière sportive
En 1912, Gaston Seigner participe aux Jeux olympiques d'été à Stockholm.
En dressage individuel, avec Dignité, il se classe dixième. Au concours complet individuel, toujours avec Dignité, il se classe quatorzième.
Dans les épreuves par équipe, aux côtés de Jacques Cariou, de Pierre Dufour d'Astafort et d'Ernest Meyer, il se classe quatrième au concours complet avec Dignité, et remporte la médaille d'argent au saut d'obstacles avec Cocotte.

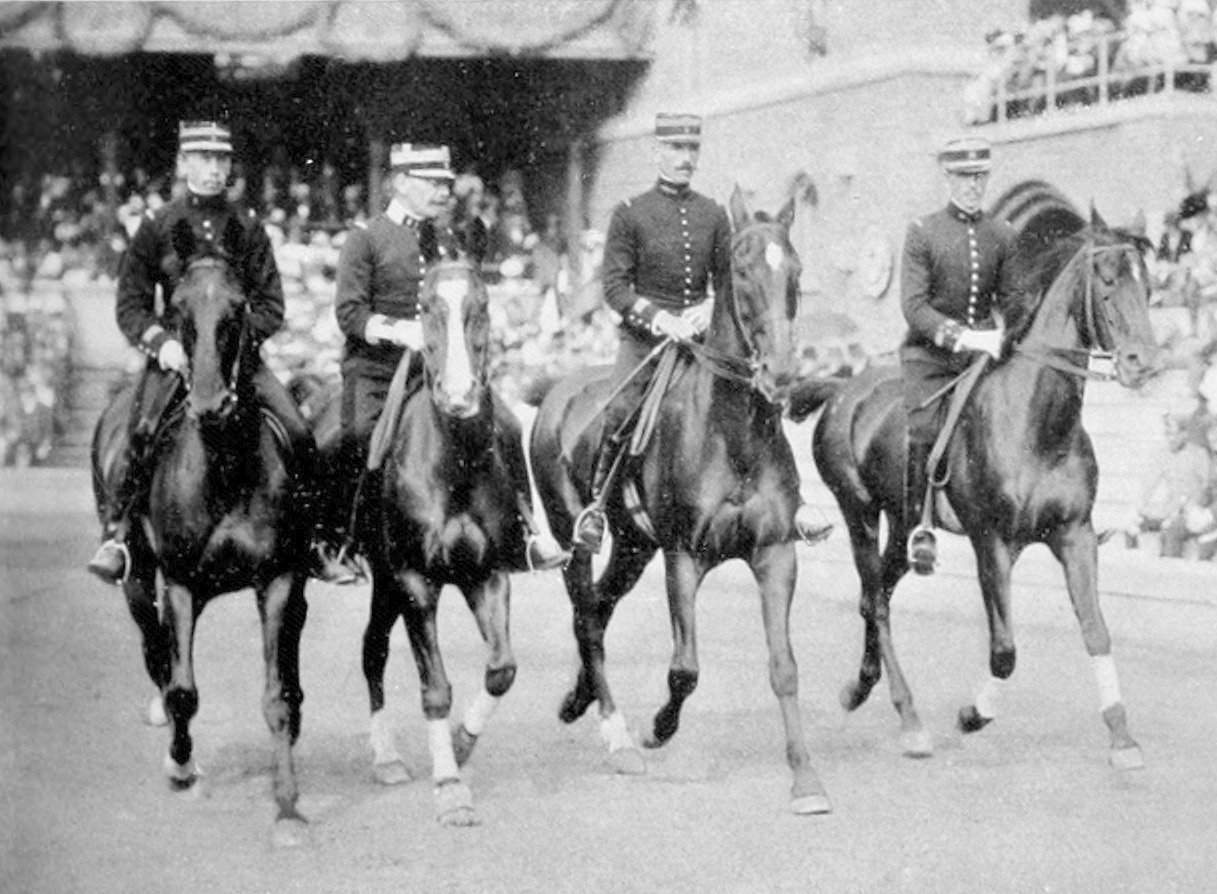
Stockholm, 1912. L'équipe de France de saut d'obstacles. De gauche à droite : Dufour d'Astafort, Meyer, Cariou et Seigner (avec Cocotte).

## Carrière militaire
Gaston Seigner fut successivement instructeur militaire au Cadre noir de Saumur en 1902, sous-lieutenant puis lieutenant au 5ème régiment de Cuirrassiers, lieutenant au 12ème Cuirrassiers à Rambouillet puis capitaine au 4e régiment de Dragons à la fin de sa carrière. Lors de la Première Guerre mondiale, il est tué au combat par éclats d'obus le 26 avril 1918, au Mont Rouge, à l'ouest de Loker, (Locre, en français), en Flandre occidentale (Belgique). Gaston Seigner est titulaire de la croix de guerre.